# The Heart of Saturday Night
The Heart of Saturday Night to drugi studyjny album amerykańskiego muzyka, Toma Waitsa. Płyta została wydana nakładem wytwórni Asylum, jej premiera miała miejsce w październiku 1974 roku. 
W 2003 roku album znalazł się na 339. pozycji listy 500 najlepszych albumów wszech czasów (The 500 Greatest Albums of All Time) magazynu Rolling Stone. Okładka wydawnictwa nawiązuje do okładki albumu Franka Sinatry In the Wee Small Hours. Obraz znajdujący się na obwolucie został namalowany przez Lyn Lascaro (Napolean), a Cal Schenkel był dyrektorem artystycznym przedsięwzięcia.

## Utwory
Wszystkie kompozycje są autorstwa Toma Waitsa.
Strona pierwsza
| 1. | New Coat of Paint                         | 3:23  |
|    |                                           |       |
| 2. | San Diego Serenade                        | 3:30  |
|    |                                           |       |
| 3. | Semi Suite                                | 3:29  |
|    |                                           |       |
| 4. | Shiver Me Timbers                         | 4:26  |
|    |                                           |       |
| 5. | Diamonds on My Windshield                 | 3:12  |
|    |                                           |       |
| 6. | (Looking for) The Heart of Saturday Night | 3:53  |
|    |                                           |       |
|    |                                           | 21:53 |
|    |                                           |       |
Strona druga
| 1. | Fumblin' with the Blues                                               | 3:02  |
|    |                                                                       |       |
| 2. | Please Call Me, Baby                                                  | 4:25  |
|    |                                                                       |       |
| 3. | Depot, Depot                                                          | 3:46  |
|    |                                                                       |       |
| 4. | Drunk on the Moon                                                     | 5:06  |
|    |                                                                       |       |
| 5. | The Ghosts of Saturday Night (After Hours at Napoleone's Pizza House) | 3:16  |
|    |                                                                       |       |
|    |                                                                       | 19:35 |
|    |                                                                       |       |

## Muzycy
- Pete Christlieb – saksofon tenorowy
- Bill Goodwin – perkusja
- Jim Hughart – kontrabas
- Tom Waits – śpiew, pianino, gitara